# Lista polskich rodów baronowskich
Polskie rody posiadające tytuły baronowskie:
Zestawienie obejmuje okres od schyłku Rzeczypospolitej szlacheckiej do roku 1918 z krótką informacją na temat daty uzyskania tytułu (nadanie, potwierdzenie, uznanie używanego itp.) i od kogo pochodzi oraz ewentualną notą o wygaśnięciu utytułowanej gałęzi rodu w chwili obecnej względnie tytułu. Pod terminem baronowie zaliczono tu również tzw. wolnych panów (Freiherr). Czynnikiem rozstrzygającym o znalezieniu się na tej liście było oprócz polskiego pochodzenia rodu również spolonizowanie danej rodziny osiadłej zwykle na ziemiach dawnej Rzeczypospolitej Obojga Narodów. Herby przy nazwiskach podano w wersji podstawowej zgodnie z zasadami przyjętymi w publikacjach genealogicznych (almanachy gotajskie, Szymon Konarski).

## Wykaz skrótów
- A - Austria
- Baw. - Bawaria
- B - Belgia
- F - Francja
- G - Galicja
- K.P. - Królestwo Polskie
- P - Prusy
- R - Rosja
- Rz.O. - Rzeczpospolita Obojga Narodów
- S - Saksonia
- Szw. - Szwecja

## Lista rodzin
- Bertrand de Domballe h. Bertrand †, A 1828; K.P.
- Błażowscy h. Sas, G 1780.
- Bobowscy h. Gryf †, G 1788.
- Borowscy h. Jastrzębiec †, A 1808.
- Bruniccy h. Brunstein †, Baw. 1815; A 1818, 1829, 1847.
- Brunnow h. Trzy Belki † (w gałęzi polskiej), R ?
- Budwińscy h. Budwiński †, A 1875.
- Buxhoevden h. Buxhoevden † (w gałęzi polskiej).
- Bystramowie h. Tarnawa, Szw. 1603; R 1834-1862.
- Chaudoir h. Chaudoir †, Baw. ?
- Chłapowscy h. Drya, F 1809; P ?
- Chłędowscy von Pfaffenhoffen h. Bończa †, A 1884.
- Chłopiccy h. Nieczuja †, F 1810; K.P.
- Chłusowiczowie h. Gozdawa †, F 1813; K.P.
- Christiani-Grabienski-Kronauge v. Kronwald h. Grabieński-Kronauge, A 1868.
- Czechowiczowie h. Ostoja †, G 1783.
- Czecz de Lindenwald h. Czecz de Lindenwald, A 1898.
- Dembowscy, F
- Doliniańscy h. Abdank †, G 1782.
- Dulfus h. Dulfus †, K.P.
- Dulscy h. Przeginia †, G 1782
- Fondzielscy, F
- Frenkel †,
- Galichet †, F 1809.
- Goetz-Okocimscy h. Goetz v. Okocim †, A 1908.
- Gostkowscy h. Gozdawa †, G 1782.
- Grotthuss h. Grotthuss, R 1844, 1862, 1863.
- Gużkowscy h. Lubicz odm. †, A 1918.
- Hadziewiczowie h. Wieniawa †, G 1780.
- Harsdorf v. Enderndorf h. Harsdorf, Baw. 1841.
- Heinzel v. Hohenfels h. Heinzel, S 1891.
- Heydel h. Heydel, A 1826; K.P.
- Holstinghausen Holsten h. Holstinghausen, R 1853, 1862.
- Horoch h. Trąby, G 1791; R 1844; K.P.
- Jachimowiczowie h. Pelikan †, A 1854.
- Jakubowscy h. Oksza †, A 1808.
- Jaworscy h. Sas †, G 1779; później hrabiowie.
- Jerzmanowscy h. Dołęga †, F 1813, K.P.
- Karniccy h. Lis †, G 1782; później hrabiowie.
- Kąsinowscy h. Nałęcz †, F 1810.
- Kelles-Krauz h. Kelles-Krauz, Rz.O.1569/1572; R 1857.
- Klicccy h. Prus I †, F 1811.
- Kobylińscy h. Łodzia †, F 1809; K.P.
- Kochanowscy ze Stawczan h. Kochanowski †, A 1898.
- Konopka h. Nowina, G 1791.
- Kosińscy h. Rogala †, F 1812; R 1836, 1858; K.P.
- Kozietulscy h. Abdank †, F 1810.
- Kronenbergowie h. Strugi †, R 1898.
- Krukowieccy h. Pomian †, G 1784; później hrabiowie.
- Kruszewscy h.? †, F 1813.
- Larisch h. Larisch
- Lenval h. Lenval †, S 1881, 1884.
- Lesser h. Lesser †, S 1876 i 1877, R 1876, P 1877, B 1877.
- Lewartowscy h. Lewart, G 1783; K.P.
- Lipowscy h. Lipowski, G 1827.
- Łazowscy herbu Krzywda †, F 1809.
- Łubieńscy h. Pomian, F 1810; również hrabiowie.
- Maltzahn, † (w gałęzi polskiej).
- Manteuffel-Szoege h. Manteuffel-Szoege, R 1853.
- Michałowscy h. Jasieńczyk, F 1812; również hrabiowie.
- Miłoszewiczowie h. Łabędź †, F 1809.
- Moysa-Rosochacki h. Moysa-Rosochacki †, A 1910.
- Niemyscy h. Jastrzębiec †, G 1783.
- Offenbergowie h. Offenber, R
- Osten-Sacken h. Osten-Sacken, R
- Otoccy h. Dołęga †, G 1784; następnie hrabiowie.
- Przychoccy h. Trzaska †, G 1794.
- Puszet du Puget h. Puget, † (w gałęzi utytułowanej) Rz.O. 1721; R 1854, 1861; K.P.
- Rahden h. Rahden
- Radoszewscy h. Oksza †, S 1870.
- Rastawieccy h. Sas †, G 1781; R 1844; K.P.
- Reisky de Dubnitz h. Reisky de Dubnitz, R 1857; K.P.
- Rönne h. Rönne † (w gałęzi polskiej)
- Rohn v. Rohnau h. Rohn A 1860.
- Romaszkanowie h. Romaszkan †, A 1856, 1857.
- Ropp h. Ropp † (w linii męskiej polskiej), R ?
- Rosenberg h. Rosenberg, R 1837; P.
- Skarżyńscy h. Bończa odm., F 1814; P 1841; K.P.
- Soldenhoff h. Soldenhoff, K.P., tytuł wygasł
- Stokowscy h. Jelita †, F 1810.
- Szarski-Roża h. Budwiński † (w linii męskiej), A 1918.
- Taube h. Taube (linia polska), Rz.O. 1572; Szw. 1680 (†); R 1862.
- Ungern-Sternberg
- Unruh h. Unruh, P 1903.
- Wattmann-Maelcamp-Beaulieu †, A 1849.
- Werenko h. Łagoda †, G 1783.
- Wyszyńscy h. Trzywdar †, G 1782; R 1844, 1852; K.P.
- Zachertowie h. Runicki † (tytuł wygasł), R 1870.
- Załuscy h. Junosza †, F 1813; również hrabiowie.
- Zawadzcy h. Rogala †, Hol. 1816.
- Ziemiałkowscy h. Ziemiałkowski †
- Ziemięccy h. Nieczuja †, A 1874.